# Ilsingsberg
Der Ilsingsberg ist ein 814 m hoher Moränenhügel der Rißeiszeit auf dem Gebiet der Gemeinde Denklingen im oberbayerischen Landkreis Landsberg am Lech.

## Lage und Umgebung
Der Ilsingsberg liegt am Westrand des Sachsenrieder Forsts unmittelbar östlich von Salabeuren.

## Geschichte
Am Südwesthang des Berges befindet sich die, bereits im Landkreis Ostallgäu liegende, Skisprungschanze Osterzell. Sie wurde 1949 errichtet und 1950–1961 besprungen.